# Повіт Каноасі
Пові́т Каноа́сі (яп. 鹿足郡, かのあしぐん, МФА: [kano.aɕi guɴ]) — повіт у Японії, в префектурі Сімане.